# ألوانيه (باد كاليه)
ألواجن، باد كاليه (بالفرنسية: Allouagne)‏ هي بلدية تقع في إقليم باد كاليه من منطقة نور با دو كاليه في شمال فرنسا. تبلغ مساحة هذه المدينة 7.81 (كم²)، وترتفع عن سطح البحر 50 م، يبلغ عدد سكانها 3095 نسمة حسب إحصاء المعهد الوطني للإحصاء والدراسات الاقتصادية سنة 2009 م. وترأس Daniel Rouge البلدية خلال فترة (2008-2014).

## توأمة
لألواجن (باد كاليه) اتفاقيات توأمة مع:
- شفيرته